# Покръстване на русите
Покръстването на русите (на руски: Крещение Руси – Покръстване на Рус/русите) в християнската вяра се случва на няколко етапа, като започва през Х век. Обичайно терминът се свързва с приемането на християнството за държавна религия. Историческите извори са противоречиви относно точното време не приемането на новата религия Традиционно според руската летописна хронология, събитието се отнася към 988 година, когато се покръства княз Владимир I, неговото обкръжение и населението на най-големите градове и се смята за начало на официалната Руската православна църква. Някои изследователи предполагат по-късни дати: 990 година или 991 година.
Редица автори разглеждат термина като процес на разпространение на християнството в Рус през XI – XII век или още по-широко, като дългия процес на христианизация: от началните етапи в предходните години до разпространението на христианството по-късно.

## Извори
Събитията, свързани с покръстването на русите, са отразени в древноруски, византийски, арабски и западноевропейски писмени извори. Сведения има например в Начална руска летопис и в Йоакимовска летопис.
Самата Йоакимовска летопис не се приема еднозначно от руските и световни изследователи. Тя е публикувана частично от руския историк Василий Татишчев в труда му „История Российская“ (1768), който считал, че неин автор е първият новгородски епископ Йоаким Корсунянин (Херсонски, 988 – 1030), съвременник на покръстването. Според по-късни изследвания е по-вероятно автор да е руският патриарх Йоаким (1621 – 1690). Ръкописът е препис в 3 тетрадки на писанието на Йоаким Корсунянин. Основава се на критическо използване на писания от други автори, събрани от Йоаким Корсунянин. Те са предадени на Татишчев от неговия роднина Мелхиседек Боршчов (на руски: Борщов) – архимандрит на Бизюковия манастир (Смоленска област), през май 1748 г.